# USS Elliot (DD-146)
USS Elliot (DD–146) là một tàu khu trục thuộc lớp Wickes của Hải quân Hoa Kỳ trong giai đoạn Chiến tranh Thế giới thứ nhất, sau được cải biến thành tàu quét mìn cao tốc DMS-4 rồi thành tàu phụ trợ AG-104 trong Chiến tranh Thế giới thứ hai. Nó là chiếc tàu chiến đầu tiên của Hải quân Hoa Kỳ được đặt tên theo Thiếu tá Hải quân Richard M. Elliot (1888-1918).

## Thiết kế và chế tạo
Elliot được đặt lườn vào ngày 23 tháng 2 năm 1918 tại xưởng tàu của hãng William Cramp & Sons ở Philadelphia, Pennsylvania. Nó được hạ thủy vào ngày 4 tháng 7 năm 1918, được đỡ đầu bởi bà R. M. Elliot, vợ góa của Thiếu tá Elliot, và được đưa ra hoạt động vào ngày 25 tháng 1 năm 1919 dưới quyền chỉ huy của Hạm trưởng, Thiếu tá Hải quân E. L. Gunther.

## Lịch sử hoạt động

### Giữa hai cuộc thế chiến
Sau khi được huấn luyện tại vùng biển Caribe, Elliot khởi hành từ New York vào ngày 28 tháng 4 năm 1919 cho chuyến đi đến quần đảo Azores; Gibraltar; Malta và Split, và quay trở về Philadelphia vào ngày 4 tháng 6. Được lệnh điều động sang Hạm đội Thái Bình Dương, nó thoạt tiên gia nhập Đội khu trục 13 tại cảng New York để chào đón chiếc George Washington đưa Tổng thống Woodrow Wilson trở về sau khi tham dự Hội nghị hòa bình Versailes, rồi khởi hành đi sang vùng bờ Tây, đi đến San Diego vào ngày 7 tháng 8, nơi nó được Bộ trưởng Hải quân Josephus Daniels thị sát.
Elliot cơ động ngoài khơi cùng với hạm đội cho đến ngày 25 tháng 3 năm 1920, khi nó khởi hành đi sang Viễn Đông. Vào tháng 6, nó đón Đô đốc Albert Cleaves, Tổng tư lệnh Hạm đội Á Châu lên tàu và đưa ông đi ngược dòng sông Dương Tử nhằm điều tra vụ giết hại nhà truyền giáo người Mỹ William A. Reimert. Nó đã có mặt tại Trung Quốc vào lúc diễn ra những cuộc bạo động đe dọa tính mạng và tài sản của công dân Hoa Kỳ. Đến tháng 9, nó viếng thăm Lữ Thuận Khẩu và Đại Liên cho nhiệm vụ tình báo, rồi quay trở về căn cứ ở Cavite, Philippines để đại tu. Chiếc tàu khu trục quay trở về nhà tại San Francisco vào mùa Thu năm 1921. Đến tháng 10, nó đi đến San Diego, nơi nó nằm trong thành phần dự bị cho đến khi được cho xuất biên chế vào ngày 22 tháng 5 năm 1922.
Được cho nhập biên chế trở lại vào ngày 8 tháng 2 năm 1930, Elliot hoạt động dọc theo vùng bờ Tây cùng với Đội khu trục 11 như tàu canh phòng máy bay trong các cuộc tập trận và cơ động hạm đội. Vào mùa Xuân năm 1934, nó lên đường đi sang vùng bờ Đông cho cuộc cơ động hạm đội hai đại dương. Nó được giao một vai trò mới vào năm 1935, trở thành tàu kéo mục tiêu tốc độ cao cho hạm đội. Từ năm 1937, nó liên tục có mặt trong các hoạt động huấn luyện và thử nghiệm. Đến năm 1940, nó tham gia cuộc Thám hiểm Eclipse đến Muleje, Baja California, rồi được điều về Trân Châu Cảng. Nó được cải biến thành một tàu quét mìn cao tốc, và được xếp lại lớp với ký hiệu lườn mới DMS-4 vào ngày 19 tháng 11 năm 1940.

### Thế Chiến II
Thực hành cùng với Đội quét mìn 6, Elliot thường xuyên đi xa đến tại khu vực quần đảo Hawaii. Khi Hải quân Nhật tấn công Trân Châu Cảng vào ngày 7 tháng 12 năm 1941, nó đang trên đường từ đảo Johnston quay trở về căn cứ cùng Lực lượng đặc nhiệm 3, và ngay lập tức bắt đầu nhiệm vụ tuần tra chống tàu ngầm. Nó tiếp tục tuần tra tại khu vực Hawaii cho đến ngày 11 tháng 7 năm 1942, khi nó lên đường đi quần đảo Aleut, gia nhập Đội đặc nhiệm 8.6 vào ngày 7 tháng 8 cho nhiệm vụ bắn phá Kiska, rồi làm nhiệm vụ tuần tra và hộ tống. Vào tháng 5 năm 1943, nó thực hiện nhiệm vụ quét mìn trước và trong khi diễn ra cuộc chiếm đóng đảo Attu.
Trình diện để hoạt động cùng Bộ chỉ huy Huấn luyện Tác chiến tại San Francisco vào tháng 6, Elliot phục vụ tại San Diego, làm nhiệm vụ kéo mục tiêu và làm tàu huấn luyện cho đến ngày 13 tháng 8 năm 1944. Lên đường đi Trân Châu Cảng, nó thực hiện nhiệm vụ tương tự cho đến ngày 22 tháng 7 năm 1945, được xếp lại lớp như một tàu phụ trợ với ký hiệu lườn AG-104 vào ngày 5 tháng 6 năm 1945, rồi quay trở về San Pedro để được cho xuất biên chế. Elliot được cho ngừng hoạt động vào ngày 12 tháng 10 năm 1945; và được bán để tháo dỡ vào ngày 29 tháng 1 năm 1946.

## Phần thưởng
Elliot được tặng thưởng một Ngôi sao Chiến trận do thành tích phục vụ trong Thế Chiến II.